# Rhizopogon melanogastroides
Rhizopogon melanogastroides är en svampart som beskrevs av M. Lange 1957. Rhizopogon melanogastroides ingår i släktet Rhizopogon och familjen hartryfflar.   Inga underarter finns listade i Catalogue of Life.